# Basket Rimini 1980-1981
Questa voce raccoglie le informazioni riguardanti il Basket Rimini, sponsorizzato Sacramora, nelle competizioni ufficiali della stagione 1980-1981.

## Verdetti stagionali
- Campionato di Serie A2:
  - stagione regolare: 6º posto su 14 squadre (bilancio di 16 vittorie e 16 sconfitte).

Zampolini a canestro contro l'Eldorado Roma

## Roster

In piedi da sinistra: Giovanni Giusti, Antonio Francescatto, Maurizio Borghese, Brad Branson, Renzo Vecchiato, Giulio Dordei, Domenico Zampolini, Glen Williams, Davide Fiorucci, Bruno Riva.